# Linanthus concinnus
Linanthus concinnus är en blågullsväxtart som beskrevs av Millik. Linanthus concinnus ingår i släktet Linanthus och familjen blågullsväxter. Inga underarter finns listade i Catalogue of Life.